# Igales

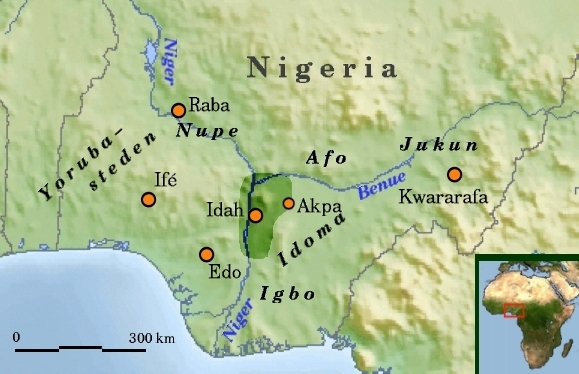
Mapa de la regió.

Els igales són un grup ètnic de Nigèria. Practiquen diverses religions, incloent l'animisme, el cristianisme i l'islamisme, la seva llengua, el igala, pertany al grup ioruboide.
La regió dels igales està situada en la riba est del riu Níger, àrea on conflueix amb el riu Benue, a Lokoja. La zona es troba aproximadament entre les latituds 6°30 i 8°40 Nord, i longituds 6°30 i 7°40 Est, amb una superfície aproximada de 13.665 quilòmetres quadrats. La població total de l'ètnia s'estima en dos milions de persones.
D'acord amb la tradició, els nens reben tres profunds talls horitzontals en cada galta, sobre les puntes de la boca, com una marca d'identificació comuna, encara que aquest costum s'està perdent.

## Enllaços externoss
- (anglès) Rosetta Project [Enllaç no actiu]
- (anglès) Etnologia, els igales
- (anglès) Joshua Project